# Roncocreagris distinguenda
Espèce
Synonymes
- Microcreagris cantabrica distinguenda Beier, 1959

Roncocreagris distinguenda est une espèce de pseudoscorpions de la famille des Neobisiidae.

## Distribution
Cette espèce est endémique d'Espagne. Elle se rencontre en Cantabrie et au Pays basque.

## Description
Roncocreagris distinguenda mesure 1,3 mm.

## Systématique et taxinomie
Cette espèce a été décrite sous le protonyme Microcreagris cantabrica distinguenda par Beier en 1959. Avec son espèce, elle est placée dans le genre Roncocreagris par Mahnert en 1976. Elle est élevée au rang d'espèce par Ćurčić et Legg en 1990.

## Publication originale
- Beier, 1959 : Ergänzungen zur iberischen Pseudoscorpioniden-Fauna. Eos, vol. 35, p. 113-131 (texte intégral).